# Зелений Дол (Петропавловський район)
Зеле́ний Дол (рос. Зелёный Дол) — село у складі Петропавловського району Алтайського краю, Росія. Адміністративний центр Зеленодольської сільської ради.
Стара назва — совхоз Ануйський.

## Населення
Населення — 1401 особа (2010; 1376 у 2002).
Національний склад (станом на 2002 рік):
- росіяни — 94 %